# Фед куп 2011.
Фед куп 2011 је била 49. сезона Фед купа који играју женске националне тениске репрезентације. Такмичење је почело 5.-6. фебруара а финални меч је одигран 5. - 6. новембра. Титулу је шести пут освојила Чешка победивши Русију у финалу са 3:2.

## Светска група
| Састав светске групе | Састав светске групе | Састав светске групе | Састав светске групе |
| -------------------- | -------------------- | -------------------- | -------------------- |
| Аустралија           | Белгија              | Италија              | Француска            |
| Русија               | САД                  | Чешка                | Словачка             |

### Жреб
|  | Четвртфинале                        | Четвртфинале                    |                                |   | Полуфинале | Полуфинале |  |  | Финале | Финале |
|  |                                     |                                 |                                |   |            |            |  |  |        |        |
|  | 5-6. фебруар - Хобарт, Аустралија   |                                 |                                |   |            |            |  |  |        |        |
|  |                                     |                                 |                                |   |            |            |  |  |        |        |
|  | Аустралија                          | 1                               |                                |   |            |            |  |  |        |        |
|  | Аустралија                          | 1                               | 16-17. април - Москва, Русија  |   |            |            |  |  |        |        |
|  | Италија                             | 4                               |                                |   |            |            |  |  |        |        |
|  | Италија                             | 4                               | Италија                        | 0 |            |            |  |  |        |        |
|  | 5-6. фебруар - Москва, Русија       |                                 | Италија                        | 0 |            |            |  |  |        |        |
|  |                                     | Русија                          | 5                              |   |            |            |  |  |        |        |
|  | Русија                              | Русија                          | 5                              | 3 |            |            |  |  |        |        |
|  | Русија                              |                                 | 5-6. новембар - Москва, Русија | 3 |            |            |  |  |        |        |
|  | Француска                           | 2                               |                                |   |            |            |  |  |        |        |
|  | Француска                           | 2                               | Русија                         | 2 |            |            |  |  |        |        |
|  | 5-6. фебруар - Братислава, Словачка |                                 | Русија                         | 2 |            |            |  |  |        |        |
|  |                                     | Чешка                           | 3                              |   |            |            |  |  |        |        |
|  | Словачка                            | Чешка                           | 3                              | 2 |            |            |  |  |        |        |
|  | Словачка                            | 16-17. април - Шарлроа, Белгија |                                | 2 |            |            |  |  |        |        |
|  | Чешка                               | 3                               |                                |   |            |            |  |  |        |        |
|  | Чешка                               | 3                               | Чешка                          | 3 |            |            |  |  |        |        |
|  | 5-6. фебруар - Антверпен, Белгија   |                                 | Чешка                          | 3 |            |            |  |  |        |        |
|  |                                     | Белгија                         | 2                              |   |            |            |  |  |        |        |
|  | Белгија                             | Белгија                         | 2                              | 4 |            |            |  |  |        |        |
|  | Белгија                             |                                 |                                | 4 |            |            |  |  |        |        |
|  | САД                                 | 1                               |                                |   |            |            |  |  |        |        |
|  | САД                                 | 1                               |                                |   |            |            |  |  |        |        |

Победнице у првом колу су наставиле борбу за титулу, а 4 поражене репрезентације су играле са победницама Светске гупе II за попуну Светске групе за 2012. годину.

## Светска група плеј оф
У доигравању (плеј офу) за попуну Светске групе играле су поражене екипе из првог кола Светске групе Аустралија, Француска, Словачка и САД, против победница из првог кола Светске групе II Шпаније, Србије, Немачка, и Украјине. Мечеви су се играли 16/17. априла 2011.
| Место(подлога)                     | Екипа домаћина | Резултат | Гостујућа екипа |
| ---------------------------------- | -------------- | -------- | --------------- |
| Штутгарт, Немачка (затв. шљака)    | Немачка        | 5:0      | САД(1)          |
| Љеида, Шпанија (отв. шљака)        | Шпанија(2)     | 4:1      | Француска       |
| Братислава, Словачка (затв. шљака) | Словачка(3)    | 2:3      | Србија          |
| Мелбурн, Аустралија (отв. шљака)   | Аустралија(4)  | 2:3      | Украјина        |

Немачка, Шпанија, Србија и Украјина ће се 2012. такмичити у Светкој групи, а САД, Француска, Словачка и Аустралија у Светској групи II.

## Светска група II
Мечеви су се играли 5-6. фебруара 
| Место(подлога)                   | Екипа домаћина | Резултат | Гостујућа екипа |
| -------------------------------- | -------------- | -------- | --------------- |
| Талин, Естонија тврда (зат.)     | Естонија       | 1:4      | Шпанија (1)     |
| Марибор, Словенија (шљака зат.)  | Словенија      | 1:4      | Немачка(4)      |
| Нови Сад, Србија тврда (зат.)    | Србија (3)     | 3:2      | Канада          |
| Хелсинборг, Шведска тврда (отв.) | Шведска        | 2:3      | Украјина (2)    |

Победнице су са пораженим екипама из Светске групе играле 16 - 17. априла у доигравању (плеј оф) за попуну Светске групе за 2012. годину.
Поражене екипе су играле доигравање (плеј оф) за опстанак у Светској групи II.

## Евроафричка зона

### Прва група
Група је играла на теренима Градског тениског клуба у Еилату, Израел.
2. — 5. фебруар
- Аустрија
- Белорусија - пласирала се за плеј оф за улазак у Светску групу II
- Бугарска
- Хрватска
- Данска - испале у II. групу Евроафричке зоне
- Уједињено Краљевство
- Грчка
- Мађарска
- Израел
- Летонија - испале у II. групу Евроафричке зоне
- Луксембург
- Холандија
- Пољска
- Румунија
- Швајцарска - пласирала се за плеј оф за улазак у Светску групу II

### Друга група
Група игра у Египту
- Грузија
- Јерменија - испале у III групу Евроафричке зоне
- Финска
- Босна и Херцеговина - пласирала у I групу Евроафричке зоне
- Мароко - испале у III групу Евроафричке зоне
- Португалија - пласирала у I групу Евроафричке зоне
- Турска

### Трећа група
Група игра у Египту
- Алжир
- Египат
- Исланд
- Ирска
- Литванија
- Малта
- Молдавија
- Црна Гора - пласирала у II групу Евроафричке зоне
- Норвешка
- Јужна Африка - пласирала у II групу Евроафричке зоне
- Тунис

## Америчка зона

### Прва група
Група игра на теренима Тениског клуба Аргентино у Буенос Ајресу, у Аргентини
- Аргентина - пласирала се за плеј оф за улазак у Светску групу II
- Бразил
- Боливија
- Чиле - испале у II групу Америчке зоне
- Колумбија
- Мексико - испале у II групу Америчке зоне
- Парагвај
- Перу

### Друга група
Група игра у Доминиканској Републици
- Бермуди
- Бахаме - пласирали у I групу Америчке зоне
- Костарика
- Доминиканска Република
- Еквадор
- Гватемала
- Јамајка
- Панама
- Перу
- Тринидад и Тобаго
- Уругвај
- Венецуела - пласирала у I групу Америчке зоне

## Азијскоокеанијска зона

### Прва група
Прва игра на теренима Националног тениског центра Нонтабури, Тајланд.
- Кина
- Кинески Тајпеј
- Јапан - пласирао се за плеј оф за улазак у Светску групу II
- Индија - испале у II групу Азијскоокеанијске зоне
- Јужна Кореја
- Казахстан
- Тајланд
- Узбекистан

### Друга група
Друга игра на теренима Националног тениског центра Нонтабури, Тајланд.
- Индонезија - пласирала у I групу Азијскоокеанијске зоне
- Хонгконг
- Кирибати
- Ирак
- Оман
- Сингапур
- Пакистан
- Сирија
- Туркменистан
- Филипини